# Gelöbniskirche Maria Schutz
Die Gelöbniskirche Maria Schutz ist eine römisch-katholische Pfarr- und Wallfahrtskirche, Minoriten-Klosterkirche und ein Kulturdenkmal in Kaiserslautern.

## Geschichte
Ursprung des Kirchbaus war ein Gelübde, das der Speyerer Bischof Michael Faulhaber beim Ausbruch des Ersten Weltkriegs am 2. August 1914 ablegte: eine Kirche Maria Schutz zu errichten, wenn die Pfalz keine schweren Zerstörungen erleiden würde. Faulhabers Nachfolger Ludwig Sebastian erfüllte das Versprechen mit Hilfe zahlreicher Spenden aus der Diözese.
Auf dem vom Kirchbauverein St. Antonius bereits erworbenen Grundstück wurden 1926/27 zunächst die Konventsgebäude für die Minoriten gebaut. Der Grundstein für die Gelöbniskirche wurde am 10. Juni 1928 gelegt. Die Pläne stammten von Hans und Fritz Seeberger. Die Kirche wurde am 20. Oktober 1929 geweiht. Während des Zweiten Weltkriegs wurde sie 1944 schwer beschädigt und bereits 1947/48 wiederhergestellt.

## Architektur und Ausstattung

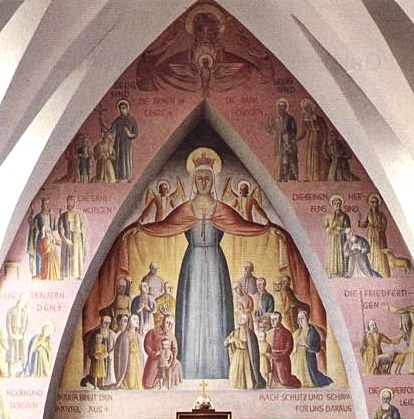
Altarbild von Paul Thalheimer

Die Maria-Schutz-Kirche ist eine dreischiffige Basilika aus Sand- und Backstein in versachlichten Formen der Gotik. Repräsentativster Teil der Kirche ist der Westbau mit den beiden hohen Türmen auf quadratischem Grundriss mit reicher Wandgliederung. Über den drei Portalen sind Skulpturen der Kirchenpatronin Maria sowie, stellvertretend für die Kriegsgegner von 1914 bis 1918, des Erzengels Michael und des heiligen Ludwig von Frankreich angebracht.
Das Innere ist weiß gefasst und mit flachen Spitzbögen in die drei Schiffe gegliedert. Das Langhaus ist flach gedeckt, der Chor trägt ein Spitztonnengewölbe. Im Blickzentrum an der Altarrückwand befindet sich eine große Darstellung der Schutzmantelmadonna, umgeben von acht kleineren Bildern zu den Seligpreisungen der Bergpredigt, ausgeführt 1934 von Paul Thalheimer.
Am 8. Dezember 2021 ist in der Gelöbniskirche Maria Schutz in Kaiserslautern von Weihbischof Otto Georgens ein Kolumbarium eingeweiht worden.

„Das Kolumbarium befindet sich jeweils in den beiden flachgedeckten Seitenschiffen. Die Urnenwände werden orthogonal zur Außenwand in den Öffnungen der Querbögen verortet. Durch diese Anordnung entstehen 10 Kapellen, die sich respektvoll in die denkmalgeschützte Sakralarchitektur integrieren. Die Kapellen erhalten die Namen Cäcilia, Elisabeth, Klara, Maria, Blasius, Christ-König, Franziskus, Josef, Laurentius und Norbert und schaffen für die 1.320 Urnenkammern einen würdigen Ort des Gedenkens und der Intimität. Eine übergreifende Idee für das Kolumbarium ist ein eigens dafür entworfenes Ornament, das unterschiedlich interpretiert wird. Die Urnenwände sind aus Stahl gefertigt und lösen sich nach oben in eine mit dem Ornament versehene filigrane Struktur auf. Durch die Struktur hindurch wird der Spitzbogen sichtbar und mit einer integrierten Illumination betont. Verschlossen werden die Kammern mit handgefertigten, glasierten Keramiktafeln die das Ornamentthema aufgreifen und alternierend angeordnet der Urnenwand ein fast gewoben anmutendes Gewand verleihen. Gewachste Messingtafeln mit Inschrift vergegenwärtigen die Verstorbenen.“

## Gottesdienste
Mittwochs sowie von Freitag bis Sonntag werden heilige Messen gefeiert. Wallfahrtstage sind vor allem die Marienfeste im Jahreskreis. Sie stehen im Zeichen der Bitte um den Frieden.